# Perkołyska indyjska
Perkołyska indyjska (Heliopais personatus) – gatunek dużego ptaka z rodziny perkołysek (Heliornithidae), jedyny przedstawiciel rodzaju Heliopais. Występuje na Półwyspie Indochińskim oraz w Indonezji, częściowo wędrowna. Krytycznie zagrożona wyginięciem.

## Taksonomia
Po raz pierwszy gatunek opisał George Robert Gray w 1849 pod nazwą Podica personata. Holotyp pochodził z Malakki (Malezja). Obecnie (2020) Międzynarodowy Komitet Ornitologiczny umieszcza gatunek w monotypowym rodzaju Heliopais; nie wyróżnia podgatunków.

## Morfologia
Długość ciała wynosi blisko 43–55 cm. Przybliżone (oryginalnie podane w calach) pozostałe wymiary: długość skrzydła ok. 23–25,5 cm, długość ogona 11,5–13 cm, długość skoku 4,5–5 cm. Występuje dymorfizm płciowy. U samca czoło i przód wierzchu głowy czarne, na potylicy widoczny czarny pasek (po jednym z każdej strony). Boki głowy aż po tył oka, broda, gardło i przód szyi czarne. Tył szyi i kark niebieskoszare. Szyja po bokach ma barwę oliwkowozieloną, podobnie jak niższa część przodu szyi. Cały czarny obszar w dół od brwi posiada białe obrzeżenie. Grzbiet, skrzydła i sterówki przybierają barwę rdzawobrązową z domieszką oliwkowego, jedynie pokrywy skrzydłowe większe są innego koloru. Lotki, sterówki, kuper i pokrywy nadogonowe cechuje nieco jaśniejsza barwa. Biała barwa na piersi i brzuchu przechodzi w jasny brąz po bokach ciała. Boki, brzuch i niższą część pokryw podogonowych wyróżniają brązowo-białe pasy. U samicy czerń na brodzie, gardle i przodzie szyi zastąpiona jest bielą, za to cały obszar odgradza od reszty ciała czarna krawędź, a następnie białe obrzeżenie (podobne, jak u samca). Młode są podobne do samicy. U samca dziób ma barwę żółci chromowej, u samicy jest matowożółty. Także i tęczówka – brązowa u samców i żółta u samic – pozwala na odróżnienie płci. Nogi i stopy jasnozielone, u samców krawędzie płatków skórnych na palcach mają barwę żółtą, u samic matowo żółtą.

## Zasięg występowania
Gatunek częściowo wędrowny. Zasięg występowania obejmuje południowy Bangladesz, północno-wschodnie Indie, Mjanmę (osiadły), Laos, Kambodżę i Wietnam (gniazduje). Status niepewny w południowej Tajlandii, Malezji i na Sumatrze (zimuje). Z Bangladeszu ptak znany jedynie z Sundarbanów; nie zasiedla przyległej, indyjskiej części tego obszaru (stan z 2008).

## Ekologia
Perkołyska indyjska żyje głównie w okolicach rzek w nizinnych lasach, w tym namorzynowych, jednak została odnotowana także na nadbrzeżnych i wewnątrzkontynentalnych mokradłach (m.in. w zalanych lasach czy w estuariach), na bagnach i jeziorach. Pożywienie stanowią owady, mięczaki, żaby, skorupiaki, małe ryby i nieco materii roślinnej.

### Lęgi
Biologia rozrodu słabo poznana. Po raz pierwszy gniazdo tego gatunku odkryto w 1904 w stanie Asam, zawierało jedno nierozwinięte w pełni i zepsute jajo. Najwcześniej w 1920 opisano szczegółowiej gniazdo i jaja pochodzące z podmokłych dżungli rosnących wokół systemu rzecznego Irawadi. W jednym z badań, prowadzonym w 2004 w Bangladeszu w Sundarbanach, zbadano 16 gniazd perkołyski indyjskiej. Gniazda były zbudowane przeważnie około 1,8 m nad poziomem wody, na drzewie w rozwidleniu gałęzi. Preferowanym drzewem (15 gniazd) okazało się Heritiera fomes (lipowate), drugim w kolejności (3 gniazda) Xylocarpus granatum z rodziny meliowatych, a jedno gniazdo znajdowało się na Excoecaria agallocha (wilczomleczowate). Trzy ze zbadanych gniazd zawierały jaja w ilości kolejno 3, 4 i 5. Ich średnie wymiary to 51,2 na 42,2 mm. W wysiadywaniu jaj brały udział i samce, i samice. Nad ranem w jednym z gniazd wykluły się 3 pisklęta; ich matka poprzedniego dnia zaczynała już trącać jaja. Pozostałe 2 jaja prawdopodobnie były niezapłodnione. Pisklęta były pokryte ciemnoszarym puchem, jaśniejszym od spodu, zaś przez oko przebiegał czarny pasek łączący się z czarnym dziobem. Ten zaś na końcu wieńczyła biała plamka. Młode otrzymywały od samicy małe ryby i krewetki.

## Status zagrożenia
IUCN od 2022 roku uznaje perkołyskę indyjską za gatunek krytycznie zagrożony (CR, Critically Endangered); wcześniej, od 2009 uznawana była za gatunek zagrożony wyginięciem (EN, Endangered), a w latach 1994–2008 za narażoną (VU, Vulnerable). Liczebność populacji szacuje się na 108–304 dorosłych osobników. Zagrożeniem dla gatunku jest ingerencja w systemy rzeczne, na przykład poprzez budowę tam czy usuwanie nadbrzeżnej roślinności. Ponadto wraz z rozwojem gospodarczym wzrasta także intensywność transportu po rzekach. Prócz tego zdarzają się przypadki wybierania z gniazd jaj lub piskląt. Heliopais personatus występuje na 39 obszarach uznanych za ostoje ptaków IBA. Według BirdLife International populacja ma trend spadkowy. Populacja z Mjanmy jest stosunkowo mało poznana; prawdopodobnie w tym kraju występuje największa populacja perkołyski indyjskiej. Systemy rzeczne Mjanmy są zagrożone przez budowę tam oraz migracje ludności.